# Ofensiva de Kokkilai
La ofensiva de Kokkilai fue un ataque contra el campamento del ejército de Sri Lanka en Kokkilai, distrito de Mullaitivu, Sri Lanka, la noche del 13 de febrero de 1985 por los Tigres Tamiles. Fue el primer asalto directo a una base militar de Sri Lanka por parte de un grupo militante tamil en las primeras etapas de la Guerra Civil de Sri Lanka.
El puesto de avanzada en Kokkilai estaba al mando del teniente Shantha Wijesinghe cuando fue atacado la noche del 13 de febrero de 1985 por un gran grupo de militantes. Fue la primera vez que los militantes usaron Granadas propulsadas por cohetes. La guarnición resistió y recibió refuerzos por la mañana. Fuera del perímetro del campamento se encontraron 14 cadáveres de militantes vestidos con uniformes tipo militar y con lentes de visión nocturna. Ravi Jayewardene, Asesor de Seguridad Nacional del entonces presidente de Sri Lanka J. R. Jayewardene informó al Consejo de Seguridad Nacional que el ataque de Kokkilai fue una confrontación armada a gran escala y dijo que los Tigres Tamiles se estaban convirtiendo en un "enemigo sofisticado".  Ranjan Kanagaratnam murió en este ataque, era hijo del difunto miembro del Parlamento de Sri Lanka K. Kanagaratnam. El teniente Shantha Wijesinghe recibió un ascenso de campo a capitán, la primera vez en el ejército.